# 孟杰
孟杰（1966年—），物理学家，北京大学物理学院教授，研究方向为粒子物理与原子核物理、理论核物理与天体核物理、计算物理和量子多体理论等。中华人民共和国教育部第三批“长江学者”特聘教授。2012年当选为美国物理学会会士，2018年当选欧洲科学院外籍院士。发表论文数百篇、获得“华人物理学会亚洲成就奖”等多个奖项。
1982年至1988年先后获西南师范大学(今组建为西南大学)物理系学士、硕士学位；1991年，获北京大学博士学位，1991年7月至1994年8月，先后攻读中国科学院理论物理研究所和德国洛森朵夫研究中心博士后、日本理化学研究所科技厅奖励研究员。
1997年至今任北京大学教授，其间，先后在日本、德国、南非、英国等国担任访问教授；2009年至2012年任北京航空航天大学物理科学与核能工程学院院长。